# Джарретт, Джефф
Джеффри Леонард Джа́рретт (англ. Jeffrey Leonard Jarrett, род. 14 июля 1967, Нашвилл) — американский рестлер и рестлинг-промоутер. В настоящее время работает в All Elite Wrestling (AEW) в качестве рестлера и директора по развитию бизнеса.
Начав свою карьеру в Continental Wrestling Association (CWA) своего отца в 1986 году, Джарретт впервые получил известность, дебютировав в 1992 году в качестве звезды кантри-музыки в World Wrestling Federation (WWF, ныне WWE). В течение следующих девяти лет он попеременно выступал в WWF и её главном конкуренте — World Championship Wrestling (WCW). После того как в 2001 году WCW была куплена WWF, Джарретт присоединился к начинающему промоушену World Wrestling All-Stars (WWA). В 2002 году Джарретт и его отец вместе основали NWA Total Nonstop Action (NWA-TNA) (ныне известную как Impact Wrestling). После ухода из промоушена в 2014 году Джарретт основал ещё один новый промоушен, Global Force Wrestling (GFW). После неудачного слияния TNA и GFW он разорвал связи с TNA. После этого Джарретт выступал в Мексике в Lucha Libre AAA Worldwide, а в январе 2019 года вернулся в WWE в качестве рестлера и продюсера.
Будучи рестлером и промоутером в третьем поколении, Джарретт за свою карьеру завоевал более 80 чемпионских титулов, среди которых титул чемпиона мира в тяжелом весе NWA (шесть раз), титул чемпиона мира в тяжелом весе WCW (четыре раза), титул чемпиона мира в тяжелом весе WWA (два раза), объединённый титул чемпиона мира в тяжелом весе USWA (три раза) и титул мега-чемпиона AAA (два раза). В 2015 году он был введен в Зал славы TNA, а в 2018 году — в Зал славы WWE.

## Карьера в рестлинге

### Ранняя карьера (1986—1993)
В старших классах школы Джарретт увлекся баскетболом, но в марте 1986 года начал работать в Continental Wrestling Association своего отца Джерри Джарретта в качестве судьи и тренировался как рестлер под руководством своего отца и Тодзё Ямамото. Джарретт дебютировал на ринге в возрасте 18 лет 6 апреля 1986 года, когда джоббер Тони Фолк попытался прервать свою затянувшуюся полосу поражений, вызвав Джарретта, тогда ещё рефери, на матч. Джарретт принял вызов и свел поединок с Фальком к 10-минутной ничьей. Джарретт — рестлер в третьем поколении: его отец занимался рестлингом, как и его дед по материнской линии, Эдди Марлин, а его бабушка по отцовской линии, Кристина, работала в рестлинг-промоушене Gulas/Welch Promotions в Нашвилле. В конце 1980-х годов он также выступал в American Wrestling Association (AWA) и Continental Wrestling Federation (CWF).
В 1989 году его отец Джерри приобрел техасскую компанию World Class Championship Wrestling (WCCW) и объединил её с CWA, создав United States Wrestling Association (USWA). В последующие годы Джарретт 10 раз выигрывал титул южного чемпиона USWA в тяжёлом весе и 15 раз — титул командного чемпиона мира USWA . В течение 7 лет Джарретт также выступал в независимом рестлинге, выступая в Японии и Пуэрто-Рико. В 1990 году он совершил свое первое турне по Японии в составе Super World Sports (SWS). В 1993 году он был принят на работу в World Wrestling Federation. Джарретт продолжал выступать за USWA до 20 декабря 1993 года, пока не проиграл титул Джерри Лоулеру.

### World Wrestling Federation (1992, 1993—1996)

#### Ранние появления (1992)
Первое участие Джарретта в World Wrestling Federation (WWF) произошло 9 августа 1992 года, когда он принял участие в старте первого кросс-сюжета между WWF и USWA. Сидя у ринга вместе с Джерри Лоулером на домашнем шоу WWF, которое проходило в «Пирамиде» в Мемфисе, Теннесси, он бросил открытый вызов любому рестлеру WWF. Победив Камалу дисквалификацией в тот вечер, Брет Харт принял вызов Джарретта на матч в следующий раз, когда WWF приедет в Мемфис. Начиная с октября, Джарретт сам начал появляться на домашних шоу WWF, победив Мондо Клина (который позже дебютирует как Дамиан Дементо) и Барри Хоровица. На записи WWF Wrestling Challenge в Луисвилле, Кентукки, 28 октября Джарретт одержал свою самую большую победу в своей начинающейся карьере WWF, победив Рика Мартела. Однако запланированный на 31 октября в Мемфисе матч между Бретом Хартом и Джарреттом был отменен из-за плохой погоды. После отмененного шоу в Мемфисе он вернулся в USWA.

#### Дважды Джей (1993—1994)

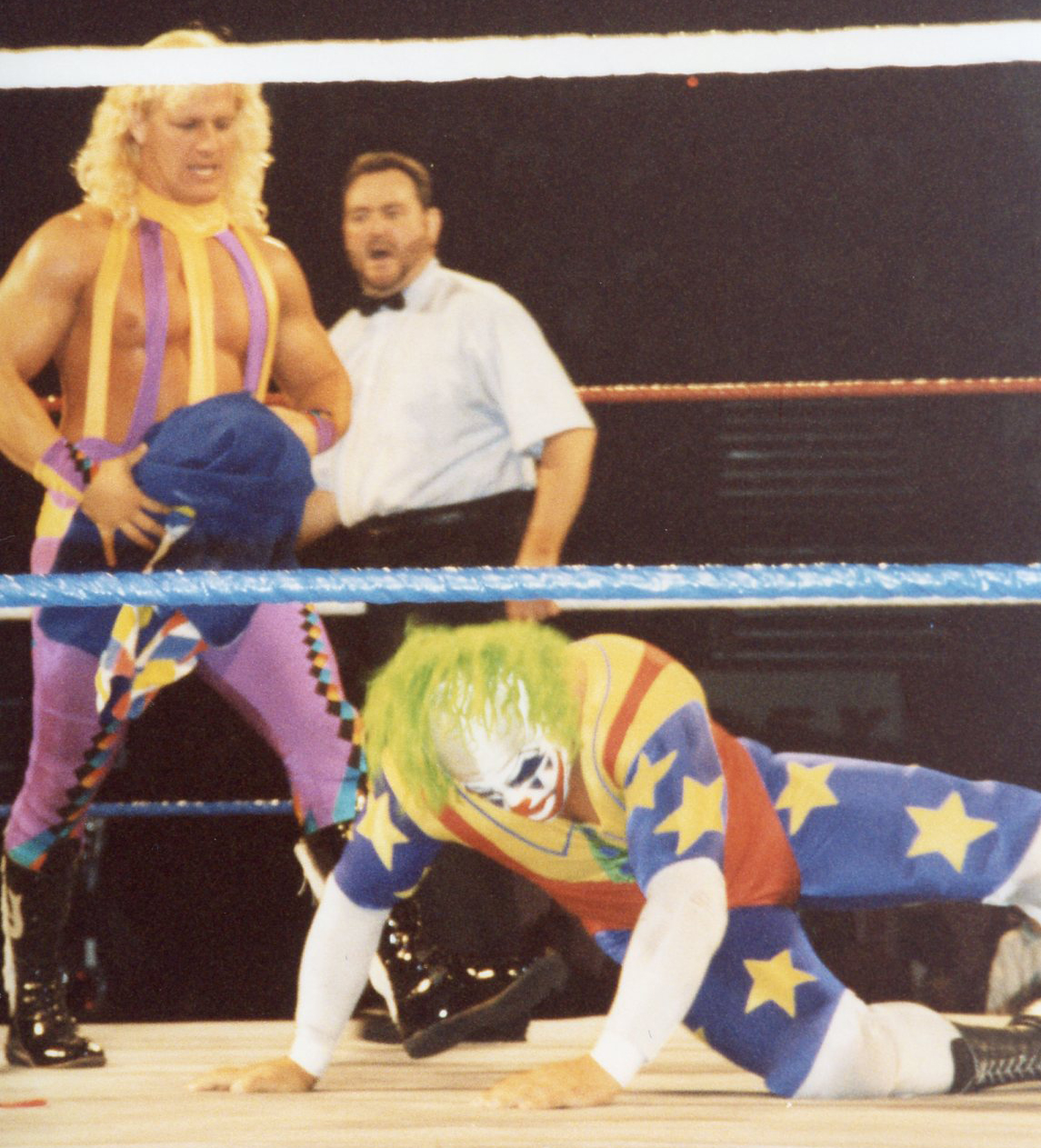
Джарретт (слева) борется с Клоуном Доинком в 1994 году

Почти год спустя Джарретт вернулся в World Wrestling Federation. Он вернулся на телеэкраны 23 октября 1993 года на шоу WWF Superstars в качестве хила под именем «Дважды Джей» Джеффа Джарретта, певца кантри, который намеревался поднять свою карьеру певца благодаря выступлению в качестве рестлера. Персонаж Джарретта выходил на ринг в мигающих шляпах с буквами JJ, а свои выступления он завершал фразой «Разве я не великолепен?». В конце интервью он отчетливо произносил свое имя (англ. That's J-E-Double-F, J-A-Double-R, E-Double-T!). Он часто выигрывал матчи, разбивая о противников акустическую гитару, которую прозвали «Эль-Кабонг» в честь героя мультфильма Quick Draw McGraw.
Джарретт провел свой первый телевизионный матч в WWF 20 декабря 1993 года в эпизоде Raw, победив Пи Джей Уокера. Джарретт дебютировал на PPV-шоу в январе 1994 года на Royal Rumble. Джарретт должен был участвовать в матче команд «пять против пяти» на WrestleMania X, но матч не состоялся из-за нехватки времени. Однако матч все же состоялся 4 апреля на Raw, и команда Джарретта одержала победу. В это время Джарретт начал проводить очень длинную серию матчей с Доинком (Рэй Аполло) во время домашних шоу, в которых он обычно побеждал. Несмотря на то, что в первом раунде он обошел Лекса Люгера по счету, Джарретт проиграл во втором раунде турнира «Король ринга» 1994 года, будучи побежденным 1-2-3 Кидом. Всего за несколько недель до SummerSlam WWF рекламировала матч в рамках противостояния «рэп против кантри», в котором Джарретт выступал против Мэйбла, изображавшей рэпера. Матч почти не готовился, пока Мэйбл не попытался спровоцировать Джарретта на драку, но Джарретт просто ушел. На SummerSlam Джарретт выиграл матч Примерно в это время Джарретт начал вражду с другом 1-2-3 Кида, интерконтинентальным чемпионом Рейзором Рамоном. На Survivor Series Джарретт столкнулся с обоими рестлерами. Команда Джарретта участвовала в другом матче команд «пять против пяти», на этот раз на выбывание. Команда Джарретта проиграла, когда всем членам команды, включая его самого, засчитали поражение по отсчёту. Позже во время мероприятия Джарретт снова попытался незаконно напасть на Гробовщика, но на этот раз его остановил Чак Норрис. В январе 1995 года Джарретт снова враждовал с Бретом Хартом и в итоге проиграл Харту на эпизоде Raw 23 января.

#### Интерконтинентальный чемпион WWF (1995—1996)
На Royal Rumble в Тампе, Флорида, Джарретт победил Рейзора Рамона и выиграл интерконтинентальное чемпионство. В попытке стать двойным чемпионом Джарретт бросил вызов Дизелю в борьбе за титул чемпиона мира WWF в тяжелом весе в главном событии эпизода Raw от 20 февраля, но проиграл матч. Рейзор Рамон получил матч-реванш на WrestleMania XI, который Джарретт проиграл по дисквалификации, но сохранил титул. Затем к Джарретту присоединился Роуди, и дуэт проиграл Рейзору Рамону в матче с гандикапом на In Your House 1. 26 апреля 1995 года интерконтинентальный титул был объявлен вакантным после спорной концовки матча между Джарреттом и Бобом Холли. Позже вечером они провели матч-реванш, в котором Джарретт вернул себе титул. 19 мая Рамон вернул титул в Монреале, но Джарретт вернул его двумя днями позже в Труа-Ривьере, став трехкратным интерконтинентальным чемпионом.
На шоу In Your House 2: The Lumberjacks 23 июля 1995 года Джарретт исполнил песню «With My Baby Tonight». Позже тем же вечером Джарретт проиграл интерконтинентальное чемпионство Шону Майклзу. После этого события Джарретт покинул WWF на пять месяцев и вернулся в USWA. Джарретт вернулся в WWF на In Your House 5 17 декабря 1995 года, враждуя с Ахмедом Джонсоном. Джарретт проиграл Джонсону по дисквалификации на Royal Rumble 1996 года и вскоре после этого покинул WWF из-за разногласий по контракту. Позже в том же году Роуди рассказал, что на самом деле он пел песню «With My Baby Tonight», а Джарретт использовал её как фонограмму.

### World Championship Wrestling (1996—1997)
В октябре 1996 года Джарретт был принят на работу в World Championship Wrestling (WCW), подписав однолетний контракт. Дебютировав в WCW, Джарретт стал «свободным агентом» в соперничестве между «Четырьмя всадниками» и «Новым мировым порядком» (nWo). После победы над Крисом Бенуа на Starrcade и Стивом Макмайклом, оба раза обманом, когда рефери отвлекся, Джарретт был неохотно принят в «Четыре всадника». 9 июня 1997 года Джарретт победил Дина Маленко и выиграл титул чемпиона Соединенных Штатов в тяжелом весе. В середине 1997 года Джарретт был исключен из «Четырех всадников» и начал враждовать с членом «Всадников» Стивом Макмайклом. Несмотря на то, что Джарретт встал на сторону тогдашней жены Макмайкла, Дебры Макмайкл, 21 августа он проиграл Макмайклу титул чемпиона Соединённых Штатов в тяжелом весе. В октябре контракт Джарретта истек, и он решил вернуться в WWF, несмотря на доминирование WCW в продолжающихся Monday Night Wars.

### World Wrestling Federation (1997—1999)

#### Вторжение National Wrestling Alliance (1997—1998)
Джарретт вернулся в WWF 20 октября 1997 года в эпизоде Raw is War, произнеся заготовленную речь, в которой он критиковал как президента WCW Эрика Бишоффа, так и председателя WWF Винса Макмэна. После недолгой вражды с Гробовщиком Джарретт победил Барри Уиндема и завоевал вакантный титул чемпиона Северной Америки NWA в тяжёлом весе. В начале 1998 года Джарретт объединился с Джимом Корнеттом и его командой «захватчиков» из National Wrestling Alliance и начал защищать титул чемпиона Северной Америки в тяжелом весе на телешоу WWF. В марте Джарретт покинул шоуппировку Корнетта, а Корнетт лишил его титула и отдал его Уиндему.

#### Команда с Оуэном Хартом (1998—1999)

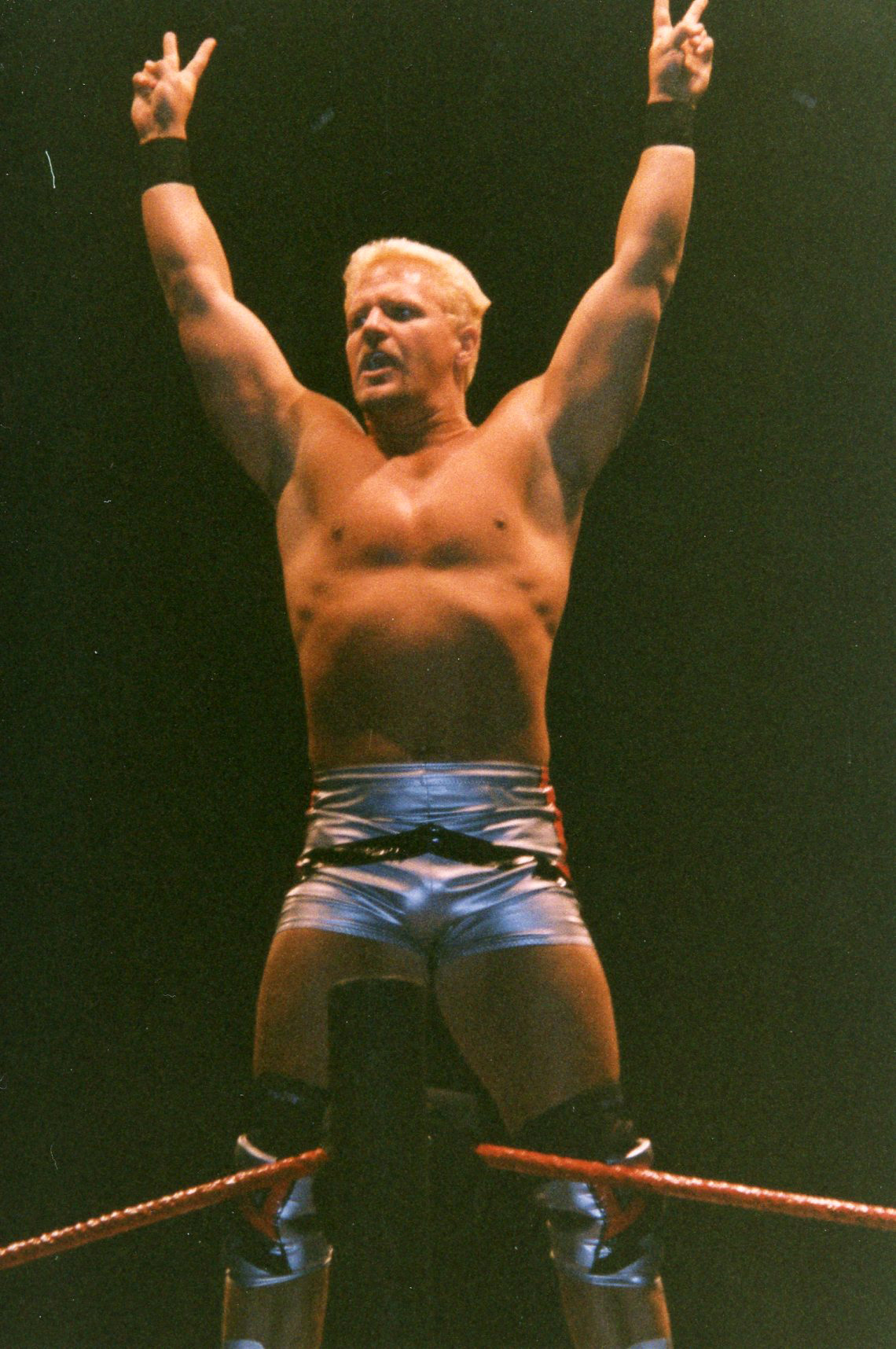
Джарретт позирует в 1999 году

Джарретт повторил свой образ певца музыки кантри на выпуске Monday Night Raw от 2 марта 1998 года, представив Теннесси Ли в качестве своего нового менеджера. На шоу Unforgiven: In Your House 26 апреля 1998 года Джарретт снова спел вместе с Сойером Брауном их хитовый сингл «Some Girls Do». На выпуске Raw от 1 июня 1998 года Теннесси Ли представил «Южную справедливость» (ранее известную как «Годвинны») как новых телохранителей Джарретта. В это время Джарретт отрастил козлиную бородку. На выпуске Sunday Night Heat от 9 августа 1998 года Джарретт уволил Теннесси Ли после того, как тот по неосторожности стоил Джарретту нескольких матчей в предыдущие недели. После этого Джарретт и «Южная справедливость» начали враждовать с D-Generation X (D-X), и Джарретт проиграл члену D-X Икс-паку в матче «волосы против волос» на SummerSlam. Длинные волосы Джарретта были впоследствии коротко острижены D-X и Говардом Финкелем, который сам был обрит налысо Джарреттом и «Справедливостью» незадолго до SummerSlam. Джарретт и «Справедливость» были побеждены D-X на Breakdown в сентябре, и вскоре после этого трио разошлось.
Джарретт недолго враждовал с Элом Сноу, затем воссоединился с Деброй, которая ушла из WCW в WWF, и сформировал команду с Оуэном Хартом. Харт и Джарретт были близкими друзьями и партнерами по путешествиям в течение многих лет, поэтому команда почти сразу же стала единым целым. Джарретт и Харт выиграли командное чемпионство WWF у Кена Шемрока и Биг Босс Мена, успешно защитили титулы на WrestleMania XV, а затем проиграли Кейну и Икс-паку в эпизоде Raw. Через восемь дней после гибели Харта в результате неудачного трюка на шоу Over the Edge Джарретт победил Крестного отца, с которым Оуэн должен был встретиться на PPV-шоу, в матче за титул интерконтинентального чемпиона. Когда ему вручали пояс, он выкрикнул имя Харта в знак уважения к своему другу. В середине 1999 года Джарретт ещё два раза менялся интерконтинентальным титулом с Эджем и Ди’Ло Брауном. Его пятое чемпионство побило рекорд Рейзора Рамона, установленный в 1995 году. Он удерживал этот рекорд до седьмого чемпионства Криса Джерико в 2004 году.
В последующие месяцы Джарретт становился все более грубым по отношению к Дебре. На SummerSlam Джарретт бросил вызов Ди’Ло Брауну в борьбе за европейский и интерконтинентальный чемпионаты WWF, причем Дебра сопровождала Брауна на ринг после ссоры с Джарреттом. Браун проиграл матч после того, как Марк Генри и Дебра выступили против него, сделав Джарретта вторым в истории «Евроконтинентальным чемпионом». На следующем эпизоде Raw Джарретт вознаградил Дебру и Генри, подарив Дебре помощницу, Мисс Китти, а Генри — титул чемпиона Европы. В конце 1999 года Джарретт начал враждовать с Чайной за интерконтинентальное чемпионство. В ходе этой вражды Джарретт стал несколько женоненавистником, нападая на многочисленных женщин, включая рестлеров и актрису Синди Марголис, и применяя к ним захват «четвёрка». В конце концов Джарретт отказался от Дебры в пользу Мисс Китти после того, как он и Дебра потерпели поражение от Стефани Макмэн и Теста в матче смешанных команд. Позже он также отвернулся от Мисс Китти после того, как она проиграла матч, в который Джарретт ввел её вместо себя.
Джарретт покинул WWF в октябре 1999 года, сразу после того, как главный сценарист WWF Винс Руссо ушел из WWF, чтобы присоединиться к WCW. Контракт Джарретта истек 16 октября 1999 года, за день до запланированного матча с Чайной на No Mercy. Джарретт все же выступил на No Mercy, проиграв интерконтинентальное чемпионство Чайне. Позже Чайна заявила, что Джарретт и Руссо вступили в сговор, чтобы отложить защиту титула Джарретта до истечения его контракта, и что Джарретт впоследствии заключил сделку с председателем WWF Винсом Макмэном на 200 000 долларов, чтобы выступить на No Mercy без контракта.
В 2006 году Джарретт утверждал, что WWF заплатила ему только то, что ему причиталось. В интервью 2008 года для специального выпуска TNA Джарретт заявил, что его переговоры были не только сердечными и добросовестными, но и что он получил опционы на акции в ходе IPO WWF, которое произошло через два дня после его ухода.

### World Championship Wrestling (1999—2001)

#### nWo 2000 (1999—2000)
Джарретт вернулся в WCW 18 октября 1999 года в эпизоде Monday Nitro, напав на Баффа Багвелла и провозгласив себя «Избранным» WCW. 

## Личная жизнь
Джарретт был женат на своей школьной возлюбленной Джилл Грегори 14 ноября 1992 года, с которой у него родились три дочери. Джилл умерла от рака груди 23 мая 2007 года. В 2009 году стало известно, что Джарретт был связан романтическими отношениями с Карен Энгл. Это привело к тому, что президент TNA Дикси Картер отправила Джарретта в отпуск. В 2009 году Джарретт вернулся в TNA, ненадолго использовав реальную ситуацию в качестве сюжетной линии. 6 апреля 2010 года Джарретт и Карен объявили о своей помолвке; 21 августа 2010 года они поженились.
Джарретт и его отец Джерри помирились в 2015 году, после нескольких лет ссоры из-за бизнеса в TNA.
25 октября 2017 года Джарретт поступил в стационарный реабилитационный центр.

## Титулы и достижения
- American Wrestling Association
  - Новичок года (1984)
- Lucha Libre AAA Worldwide
  - Мега-чемпион AAA (2 раза)[27]
  - AAA Rey de Reyes (2004)[28]
- Continental Wrestling Association
  - Южный командный чемпион AWA (4 раза) — с Билли Трависом (3 раза) и Патом Танакой (1 раз)[29]
  - Чемпион CWA в тяжёлом весе (1 раз)[30]
  - Интерконтинетальный командный чемпион CWA/AWA (2 раза) — с Патом Танакой (1 раз) и Полом Даймондом (1 раз)[31]
  - Чемпион Средней-Америки NWA в тяжёлом весе (5 раз)[32]
- NWA Cyberspace
  - Чемпион NWA Cyberspace в тяжёлом весе (1 раз)[33]
- Pennsylvania Championship Wrestling
  - Чемпион Соединённых Штатов PCW (1 раз)[34]
- Pro Wrestling Illustrated
  - Вражда года (1992) с Джери Лоулером против Лунных псов
  - Самый вдохновляющий рестлер года (2007)[35]
  - Ставит его под № 5 в списке 500 лучших рестлеров 2000 года[36]
  - Ставит его под № 141 в списке 500 лучших рестлеров за всю историю, 2003 года
  - Ставит его команду с Джери Лоулером под № 78 в списке лучших 100 команд за всю историю, 2003 год
- Total Nonstop Action Wrestling
  - Чемпион мира в тяжёлом весе NWA (6 раз)[37]
  - «Царь горы» (2004, 2006, 2015)
  - Зал славы TNA (с 2015 года)
- United States Wrestling Association
  - Чемпион USWA в тяжёлом весе (1 раз)[38]
  - Южный чемпион USWA в тяжёлом весе (9 раз)[39]
  - Объединённый чемпион мира USWA в тяжёлом весе (3 раза)
  - Мировой командный чемпион USWA (14 раз) — с Мэттом Борном (2), Джеффом Гейлордом (2), Коди Майклзом (1), Джерри Лоулером (4), Робертом Фуллером (3) и Брайаном Кристофером (2 раза)[40]
- World Championship Wrestling
  - Чемпион мира в тяжёлом весе WCW (4 раза)[41]
  - Чемпион Соединённых Штатов WCW в тяжелом весе (3 раза)[42]
- World Class Wrestling Association
  - Чемпион мира WCWA в полутяжелом весе (2 раза)
  - Командный чемпион мира WCWA (3 раза) — с Керри Фон Эрихом (1 раз), Мил Маскарассом (1 раз), Мэттом Борном (1 раз)[43]
- World Wrestling Federation/WWE
  - Чемпион Северной Америки NWA в тяжёлом весе (1 раз)[44]
  - Чемпион Европы WWF (1 раз)[45]
  - Интерконтинентальный чемпион WWF (6 раз)[46]
  - Командный чемпион WWF (1 раз) — с Оуэном Хартом[47]
  - Зал славы WWE (2018)[48]
- World Series Wrestling
  - Чемпион WSW в тяжёлом весе[49]
- World Wrestling All-Stars
  - Чемпион мира WWA в тяжёлом весе (2 раза)
- Wrestling Observer Newsletter
  - Вражда года (1992) с Джери Лоулером против Лунных псов
  - Самый переоценённый рестлер года (2005)